# 星川麻呂
星川 麻呂（ほしかわ の まろ）は、飛鳥時代の人物。姓は臣。冠位は小錦中、贈大紫。壬申の乱の大海人皇子（天武天皇）側功臣。

## 出自
星川氏（星川臣）は波多氏（波多臣）の一族で、大和国山辺郡星川郷を発祥とする。

## 経歴
星川麻呂については、『日本書紀』の天武天皇9年5月27日に、小錦中星川臣麻呂が死に、壬申の年の功によって大紫の位を贈られたことが見える。大紫は壬申の功臣の中でも高い位だが、書紀の壬申の乱のくだりに星川麻呂の名は見えないので、どのような活躍をしたかは不明である。
霊亀2年（716年）4月8日に、子の星川黒麻呂が父の功によって田を与えられた。天平宝字元年（757年）12月9日に、太政官は星川麻呂の功田4町の扱いを定めるために彼の功績を論じて中功とし、2世に伝えると定めた。